# Gunung Wilis
Gunung Wilis är ett berg i Indonesien.   Det ligger i provinsen Jawa Timur, i den västra delen av landet, 600 km öster om huvudstaden Jakarta. Toppen på Gunung Wilis är 2 182 meter över havet, eller 479 meter över den omgivande terrängen. Bredden vid basen är 3,7 km. Gunung Wilis ingår i Pegunungan Wilis.
Terrängen runt Gunung Wilis är kuperad åt sydväst, men åt nordost är den bergig. Runt Gunung Wilis är det tätbefolkat, med 297 invånare per kvadratkilometer. I omgivningarna runt Gunung Wilis växer i huvudsak städsegrön lövskog.